# Dekanat świsłocki
Dekanat świsłocki – jeden z dziewięciu dekanatów wchodzących w skład eparchii grodzieńskiej i wołkowyskiej Egzarchatu Białoruskiego Patriarchatu Moskiewskiego.

## Parafie w dekanacie
- Parafia Zaśnięcia Najświętszej Maryi Panny w Dobrowoli
  - Cerkiew Zaśnięcia Najświętszej Maryi Panny w Dobrowoli
- Parafia Świętych Apostołów Piotra Pawła w Hornostajewiczach
  - Cerkiew Świętych Apostołów Piotra i Pawła w Hornostajewiczach
- Parafia Opieki Matki Bożej w Jatwiesku
  - Cerkiew Opieki Matki Bożej w Jatwiesku
- Parafia św. Michała Archanioła w Nowym Dworze
  - Cerkiew św. Michała Archanioła w Nowym Dworze
- Parafia Świętej Trójcy w Porozowie
  - Cerkiew Świętej Trójcy w Porozowie
- Parafia św. Paraskiewy w Święcicy Wielkiej
  - Cerkiew św. Paraskiewy w Święcicy Wielkiej
- Parafia Narodzenia Matki Bożej w Świsłoczy
  - Cerkiew Narodzenia Matki Bożej w Świsłoczy
- Parafia Podwyższenia Krzyża Pańskiego w Świsłoczy
  - Cerkiew Podwyższenia Krzyża Pańskiego w Świsłoczy
  - Cerkiew Opieki Matki Bożej w Astrouskim
- Parafia św. Anny w Zadworzanach
  - Cerkiew św. Anny w Zadworzanach

## Galeria

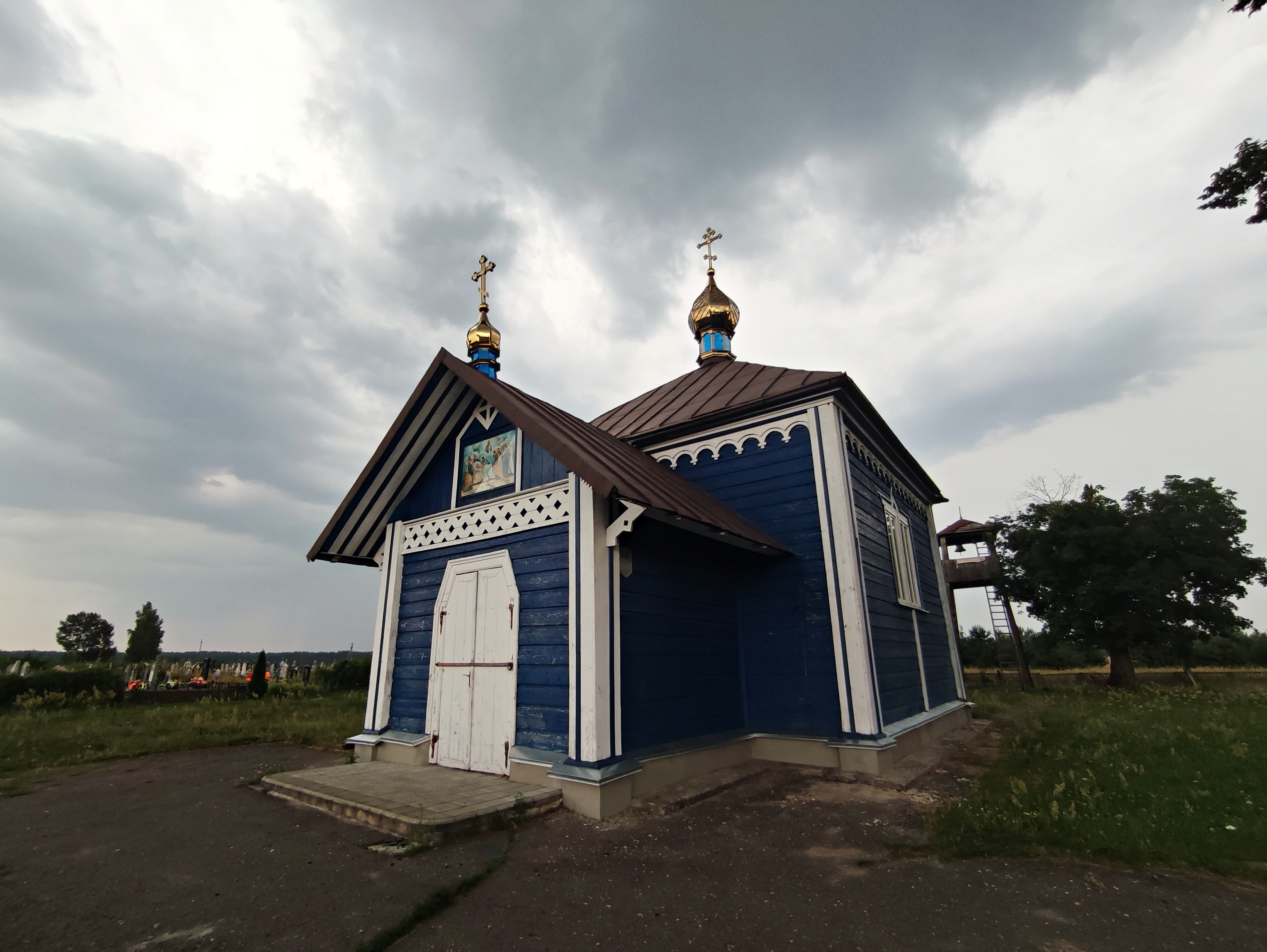
Cerkiew Zaśnięcia Najświętszej Maryi Panny w Dobrowoli
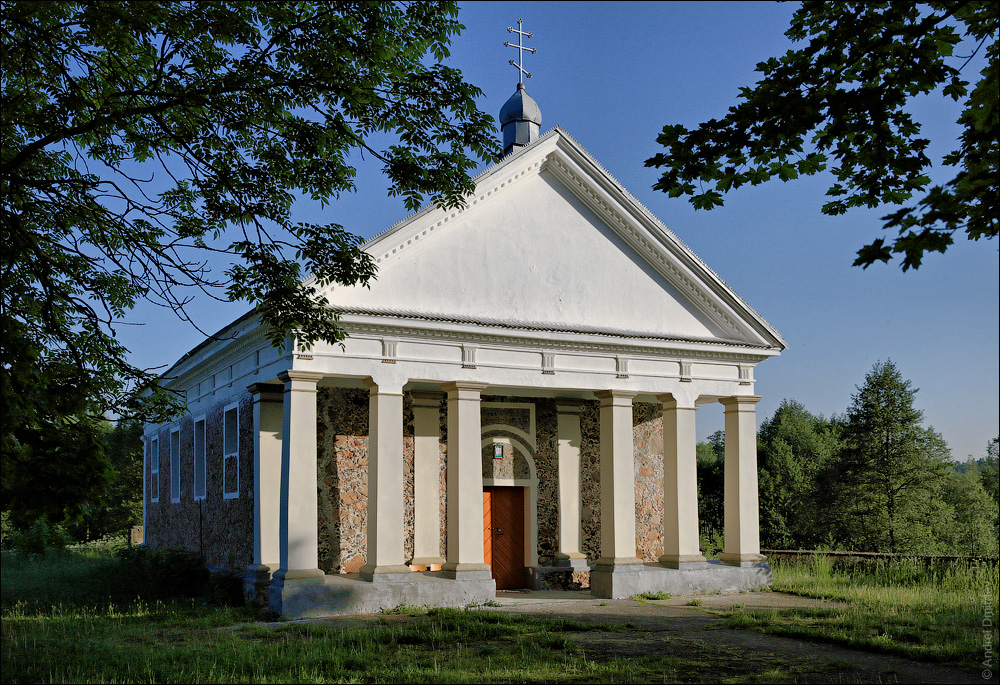
Cerkiew Świętych Apostołów Piotra i Pawła w Hornostajewiczach
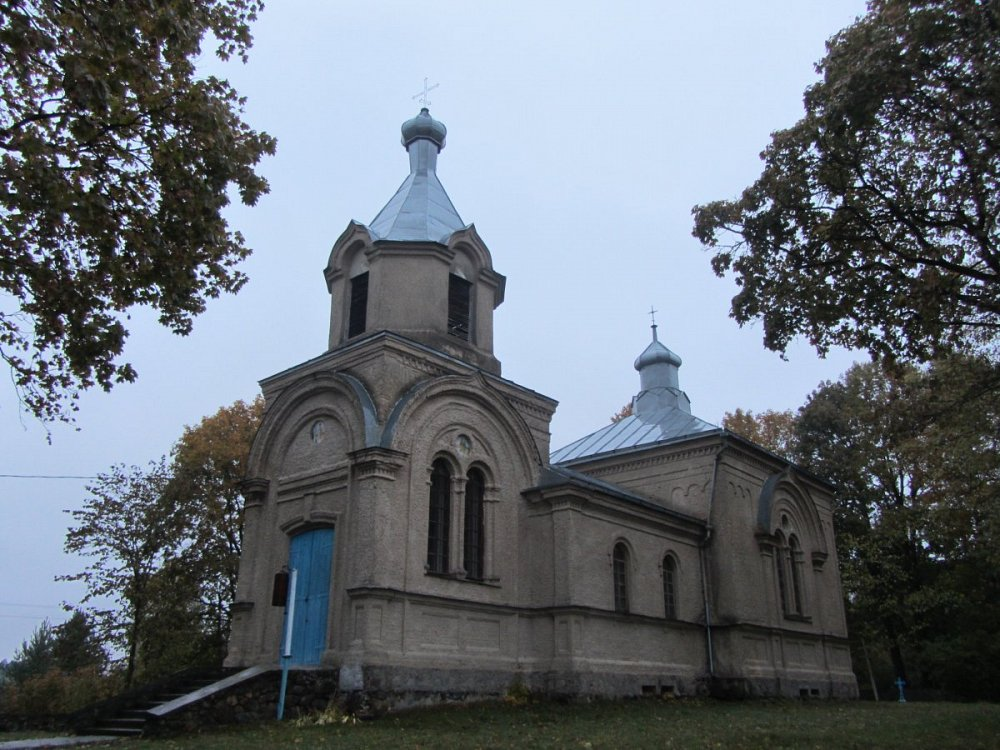
Cerkiew Opieki Matki Bożej w Jatwiesku
Cerkiew św. Trójcy w Porozowie
Cerkiew Podwyższenia Krzyża Pańskiego w Świsłoczy